# František Kalmán
František Kalmán (* 10. října 1954) je bývalý slovenský fotbalista, obránce a záložník.

## Fotbalová kariéra
V československé lize hrál za Inter Bratislava. Dal 1 ligový gól. Ve druhé nejvyšší soutěži hrál za Iskru Matador Bratislava. V Poháru UEFA nastoupil v 1 utkání.

## Ligová bilance
| Ročník                                      | Zápasy | Góly | Minuty | Klub                     |
| ------------------------------------------- | ------ | ---- | ------ | ------------------------ |
| 1. československá fotbalová liga 1976/77    | 4      | 0    | 89     | Inter Bratislava         |
| 1. československá fotbalová liga 1977/78    | 15     | 0    | 706    | Inter Bratislava         |
| 1. československá fotbalová liga 1978/79    | 25     | 0    | 2 017  | Inter Bratislava         |
| 1. československá fotbalová liga 1979/80    | 6      | 0    | 244    | Inter Bratislava         |
| 1. slovenská národní fotbalová liga 1981/82 | 21     | 2    | –      | Iskra Matador Bratislava |
| 1. slovenská národní fotbalová liga 1982/83 | 24     | 8    | –      | Iskra Matador Bratislava |
| 1. slovenská národní fotbalová liga 1983/84 | 21     | 5    | –      | Iskra Matador Bratislava |
| CELKEM 1. liga                              | 50     | 0    | 3 056  |                          |